# La Teste-de-Buch
La Teste-de-Buch è un comune francese di 25 030 abitanti situato nel dipartimento della Gironda nella regione della Nuova Aquitania. Il territorio comunale include anche l'isola degli uccelli, un'isola al centro del bacino di Arcachon. La frazione di Cazaux si affaccia sull'omonimo lago ed è attraversato dal canale delle Landes.

## La Grande Duna di Pyla
La Grande Duna di Pyla è la più grande duna d'Europa, si trova nel comune di Teste-de-Buch. Nel 2013 ha raggiunto le dimensioni di 3 km di larghezza per 500 metri e alta 100 metri. Si trova a ridosso della costa e nel tempo ha inglobato anche case costruite ai suoi lembi, una strada e parte della foresta costiera. Nel corso dei secoli ha accumulato più di sessanta milioni di metri cubi di sabbia.
La spiaggia sull'Atlantico fa parte della cosiddetta Costa d'Argento.

## Società

### Evoluzione demografica
Abitanti censiti

## Amministrazione

### Gemellaggi
- Binghamton (New York), Stati Uniti
- Schwaigern, Germania
- Chipiona, Spagna